# (30305) Severi
(30305) Severi est un astéroïde de la ceinture principale.

## Description
(30305) Severi est un astéroïde de la ceinture principale. Il fut découvert le 1er mai 2000 à Prescott (Arizona) par Paul G. Comba. Il présente une orbite caractérisée par un demi-grand axe de 2,84 UA, une excentricité de 0,09 et une inclinaison de 2,9° par rapport à l'écliptique.

## Compléments